# Собор Святого Николая (Тулча)
Собор Святого Николая (рум. Catedrala Sfântul Nicolae) — кафедральный собор Тулчской епархии Румынской православной церкви в городе Тулча.
Старая деревянная церковь была построена румынами, переселившимися в Тулчу из села Бештепе после Адрианопольского мирного договора. Точная дата постройки неизвестна, но предположительно около 1837 года. В церкви служил румынский священник Димитрий Лука. Около 1860 года возле церкви Святого Николая функционировала румынская школа, где преподавал священник Александру Негру. На месте старой церкви 24 июня 1894 года открыли памятный знак, увенчанный мраморной чашей.
В 1862 году, рядом со старой церковью, митрополит Доростольский Дионисий заложил фундамент современного храма. Строительство велось на средства румын Тулчи и было окончено в 1865 году. Между 1872 и 1877 годами собор был закрыт турецким губернатором, из-за борьбы между Болгарским экзархатом и Константинопольской церковью. 8 ноября 1877 года, когда город находился под русской оккупацией, греческий митрополит Никифор силой занял храм, за что русский губернатор Белотеркович угрожал отправить его в Сибирь.
В 1878 году, по результатам войны, Тулча вошла в состав Румынии. Новое церковное начальство 24 апреля 1879 года поставило настоятелем протоиерея Георгия Рэшкану, который находит церковь в бедственном состоянии. Он выпрашивает у правительства 10 000 леев. На эти деньги церковь была накрыта жестью, оштукатурена снаружи и благоустроена внутри. Из военного городка Фурчени привезён и установлен иконостас.
В 1897 году, при священнике Николае Георгиу, на средства правительства начался капитальный ремонт церкви. 29 мая 1900 года отремонтированная церковь освящена епископом Нижнедунайским Парфением (Клинчени). В ходе ремонта установлен новый дубовый иконостас и ещё два малых иконостаса, дубовые скамьи для певчих и прихожан. Художник Штефан Лукьян начал расписывать стены храма, но его работа не была закончена. В 1905—1906 году художник Думитру Маринеску, профессор из Бухареста, расписал стены храма, в том числе зарисовал работы Штефана Лукьяна, потому что они ему не понравились.
Летом 1923 года двор церкви обнесён каменной оградой. В этом же году проведены ремонтные работы, в том числе зарыты траншеи, вырытые во время болгарской оккупации. В мае 1939 года на средства Михаила Морузова в храме перестелили паркетный пол.
Отремонтирован в период с 2003 по 2008 год усилиями священника Николая Ионицэ. С 25 марта 2008 года — кафедральный собор Тулчской епархии.